# أنطونيو ارين
أنطونيو ارين (بالإنجليزية: Antonio Warren)‏ هو لاعب كرة القدم الكندية أمريكي، ولد في 25 نوفمبر 1975.